# Lasioglossum harputicum
Lasioglossum harputicum är en biart som beskrevs av Ebmer 1972. Lasioglossum harputicum ingår i släktet smalbin, och familjen vägbin. Inga underarter finns listade i Catalogue of Life.